# Trypeticus penicillicauda
Trypeticus penicillicauda är en skalbaggsart som beskrevs av Kanaar 2003. Trypeticus penicillicauda ingår i släktet Trypeticus och familjen stumpbaggar. Inga underarter finns listade i Catalogue of Life.